# Strzelectwo na Letnich Igrzyskach Olimpijskich 1956 – trap
Trap to jedna w siedmiu konkurencji strzeleckich rozgrywanych podczas igrzysk olimpijskich w 1956 w Melbourne. Wystartowało 32 zawodników z 18 krajów.
Rozegrano tylko rundę finałową od 29 listopada do 1 grudnia.

## Rekordy
|                   | Zawodnik        | Narodowość | Wynik | Data             | Miejsce  |
| ----------------- | --------------- | ---------- | ----- | ---------------- | -------- |
| Rekord olimpijski | George Genereux | Kanada     | 192   | 25–26 lipca 1952 | Helsinki |

## Wyniki
Każdy ze strzelców oddawał 200 strzałów w ośmiu seriach po 25 strzałów, pierwszego i drugiego dnia po 3 serie, a trzeciego dnia dwie serie. O zdobyciu brązowego medalu zadecydowała dogrywka pomiędzy trzema strzelcami.
| Miejsce | Zawodnik           | Kraj               | Wynik | Dogrywka | Uwagi |
| ------- | ------------------ | ------------------ | ----- | -------- | ----- |
| złoto   | Galliano Rossini   | Włochy             | 195   |          | OR    |
| srebro  | Adam Smelczyński   | Polska             | 190   |          |       |
| brąz    | Alessandro Ciceri  | Włochy             | 188   | 24       |       |
| 4.      | Nikołaj Mogilewski | ZSRR               | 188   | 23       |       |
| 5.      | Jurij Nikandrow    | ZSRR               | 188   | 22       |       |
| 6.      | František Čapek    | Czechosłowacja     | 187   |          |       |
| 7.      | Knut Holmqvist     | Szwecja            | 178   |          |       |
| 8.      | Hans Liljedahl     | Szwecja            | 177   |          |       |
| 9.      | John Bryant        | Australia          | 176   |          |       |
| 10.     | Robert Pignard     | Francja            | 176   |          |       |
| 11.     | Hans Aasnæs        | Norwegia           | 176   |          |       |
| 12.     | Joanis Kudzis      | Grecja             | 175   |          |       |
| 13.     | Franco Mignini     | Wenezuela          | 172   |          |       |
| 14.     | Michel Prévost     | Francja            | 171   |          |       |
| 15.     | Zygmunt Kiszkurno  | Polska             | 170   |          |       |
| 16.     | Juan Gindre        | Argentyna          | 170   |          |       |
| 17.     | Earl Caldwell      | Kanada             | 169   |          |       |
| 18.     | Joe Wheater        | Wielka Brytania    | 168   |          |       |
| 19.     | Raúl Olivo         | Wenezuela          | 165   |          |       |
| 20.     | Clement Mudford    | Australia          | 164   |          |       |
| 21.     | Ernest Fear        | Wielka Brytania    | 162   |          |       |
| 22.     | William Pietersz   | Kolumbia           | 155   |          |       |
| 23.     | Tokusaburo Iwata   | Japonia            | 155   |          |       |
| 24.     | Enrique Beech      | Filipiny           | 152   |          |       |
| 25.     | Igor Treybal       | Czechosłowacja     | 148   |          |       |
| 26.     | Federico Valle     | Portoryko          | 147   |          |       |
| 27.     | León Bozzi         | Argentyna          | 146   |          |       |
| 28.     | Moe Fu Kiat        | Federacja Malajska | 145   |          |       |
| 29.     | Liew Foh Sin       | Federacja Malajska | 140   |          |       |
| 30.     | Ujitoshi Konomi    | Japonia            | 140   |          |       |
| 31.     | Fernando Jiménez   | Portoryko          | 126   |          |       |
| 32.     | Frank Opsal        | Kanada             | 118   |          |       |